# Edith Oldrup
Edith Johanne Oldrup-Björling f. Oldrup (født 18. juni 1912 i København, død 4. juni 1999 i Helsingborg) var en dansk operasanger (sopran).

## Biografi
Edith Oldrup var datter af Charles Peter Ferdinand Oldrup Pedersen (1885-1946) og Hulda Marie Larsen (1885-1969).
Efter realeksamen fra den franske skole begyndte hun som 16-årig at tage sangundervisning hos Vilhelm Herold, og allerede som 20-årig blev hun optaget på Operaakademiet på Det kongelige Teater. Her debuterede hun i 1934 som Michaëla i Bizets opera Carmen. I de næste 15 år frem til 1949 var hun fastansat ved Det kongelige Teater og fra 1946 udnævnt til kammersanger. Hendes repertoire omfattede ca. 40 forskellige partier, men det var især i det lyriske rollefag og specielt i partier af W.A. Mozart, at hun kom til sin ret.
Oldrup var i besiddelse af en lys og let stemme, og hun var tillige en fin koloratursanger. Også hendes fortolkninger af danske sange og romancer af f.eks. C.E.F. Weyse og Carl Nielsen er værd at fremhæve. Hun lavede over 60 pladeindspilninger.
Den 28. maj 1949 blev hun gift med den svenske operasanger Sigurd Björling (1907-1983). Som følge heraf flyttede hun til Sverige, hvad der i nogen grad bremsede hendes karriere. Hun gæstesang nogle gange på Stockholms Opera og Drottningholms Slottsteater, og hun kom stadig på gæsteoptræden i Danmark.

## Hædersbevisninger
- 1949 Tagea Brandts Rejselegat
- 1960 Ridder af Dannebrog
- 1964 Drottningholms fortjenstmedalje i guld

## Eksterne Henvisninger
- Edith Oldrup på gravsted.dk
- Edith Oldrup på Internet Movie Database (engelsk)
- Edith Oldrup på Filmdatabasen
- Edith Oldrup på danskefilm.dk
- Edith Oldrup på danskfilmogtv.dk
- Edith Oldrup på The Movie Database (engelsk)
- Edith Oldrup i Dansk Kvindebiografisk Leksikon på Lex.dk, tidl. Kvinfo.dk